# Ophidiaster alexandri
Ophidiaster alexandri is een zeester uit de familie Ophidiasteridae.
De wetenschappelijke naam van de soort werd in 1915 gepubliceerd door Addison Emery Verrill.